# Wskaźnik definicyjny
Wskaźnik definicyjny – jeden z rodzajów wskaźników w metodologii badań naukowych, zaproponowanych przez Stefana Nowaka. Jest to taki wskaźnik, który zawiera się w definicji indicatum (zjawiska wskazywanego), lub w pełni się z nią pokrywa. W odróżnieniu od wskaźników empirycznych i wskaźników inferencyjnych, nie jest uznawany za wskaźnik rzeczowy, gdyż zdanie go wprowadzające jest ustaleniem terminologicznym, a nie twierdzeniem empirycznym.

## Przykłady
Według Stefana Nowaka wskaźniki definicyjne to takie, których dobór wiąże się z podaniem definicji zjawiska wskazywanego. Wskaźniki definicyjne Nowak klasyfikuje jako wewnętrzne wobec indicatum. Oznacza to, że stanowią jego część (jako definicje cząstkowe) lub całość (jako definicje pełne). 
Za przykład podaje sytuację, w której za wskaźnik pozycji społecznej w grupie przyjmiemy liczbę wyborów w teście socjometrycznym. Jednocześnie ta liczba wyborów jest definiensem (wyrażeniem definiującym) terminu „pozycja społeczna jednostki w grupie”. 
Inną sytuacją, w której użyjemy wskaźnika definicyjnego może być klasyfikacja dzielnic miasta według natężenia przestępczości. Kiedy za to natężenie przyjmiemy liczbę przestępstw na 1000 mieszkańców, to ten wskaźnik będzie tożsamy z definicją natężenia przestępczości. Taki wskaźnik nazwać możemy definicyjnym.
Kiedy mierzymy skalę poparcia kandydata, za wskaźnik definicyjny przyjąć możemy liczbę głosów oddanych na niego w wyborach lub sondażach. Badane poparcie można zdefiniować jako liczbę uzyskanych głosów. 

## Wskaźniki mieszane
Rozróżnić można trzy rodzaje wskaźników mieszanych, które mają związek ze wskaźnikami definicyjnymi. Są to wskaźniki:
- empiryczno-definicyjne
- definicyjno-inferencyjne
- empiryczno-inferencyjno-definicyjne